# Kumbrink
Kumbrink ist ein vereinzelt vorkommender deutscher Nachname.
Verbreitet ist er vor allem im Raum Münster, erste Erwähnungen finden sich im westlichen Münsterland an der Grenze zu den Niederlanden.